# والتر مانتيغازا
والتر مانتيغازا (بالإسبانية: Walter Mantegazza)‏ مواليد 17 يونيو 1952 في الأوروغواي - الوفاة 20 يونيو 2006، كان لاعب كرة قدم أوروغوياني كان يلعب كلاعب وسط. سبق له أن لعب في كأس العالم لكرة القدم مع منتخب بلاده.

## روابط خارجية
- والتر مانتيغازا على موقع الاتحاد الدولي (مؤرشف)  (الإنجليزية)
- والتر مانتيغازا على موقع قاعدة بيانات كرة القدم.إي يو (الإنجليزية)
- والتر مانتيغازا على موقع ناشيونال فوتبول تيمز (الإنجليزية)
- والتر مانتيغازا على موقع Soccerway.com (الإنجليزية)
- والتر مانتيغازا على موقع عالم كرة القدم.نت (الإنجليزية)